# Sequenz (Liturgie)
Eine Sequenz (lateinisch sequentia) ist ein Teil des Propriums der heiligen Messe an einzelnen Festen. Der Begriff stammt vom lateinischen Wort sequi (zu deutsch „folgen“) ab, weil der Gesang in der Liturgie der heiligen Messe ursprünglich unmittelbar dem Halleluja als Jubilus – eine reich gestaltete, wortlose Melodie über dem Schluss-a des Halleluja – folgte. Eine andere Bezeichnung lautet longissima melodia. Die Gattung der Sequenzen entstand in der Kirchenmusik und der Literatur des Mittelalters als Textierung (Tropus) des gregorianischen Halleluja (klassische Sequenz) oder als daraus entstandener lyrischer, hymnenartiger Gesang.

## Geschichte
Die Geschichte der Sequenz beginnt um 850 mit der Textierung der Alleluja-Schlussmelismen (klassische Sequenz). Laut der von Notker Balbulus überlieferten Isonischen Regel hatte diese syllabisch zu geschehen. Bis zum 12. Jahrhundert bildet sich die vom Halleluja unabhängige Reimsequenz heraus mit gereimten und rhythmisch angeglichenen Versen. Sie führt zu den groß angelegten Strophensequenzen des 13. Jahrhunderts (bedeutende Autoren Thomas von Celano und Thomas von Aquin). Reimsequenzen haben die Struktur mehrstrophiger, metrisch geordneter und gereimter Hymnen. Eine Besonderheit sind Sequenzen mit Strophenpaaren und strophenpaarweise wechselnden Melodien (Victimae paschali laudes, Veni Sancte Spiritus), eine vergleichsweise späte Entwicklung sind gereimte Strophen (Lauda Sion Salvatorem, Stabat mater, Dies irae.)
Sequenzen wurden im späten Mittelalter sehr beliebt. Es sind etwa 5000 Reimsequenzen bekannt. Im 14. Jahrhundert kam der Brauch auf, die Sequenzen an Festtagen mit deutschen Strophen zu verbinden. So entstand das Weihnachtslied Gelobet seist du, Jesu Christ in Verbindung mit der Sequenz der weihnachtlichen Mitternachtsmesse Grates nunc omnes, und Christ ist erstanden wurde zur Ostersequenz Victimae paschali laudes gesungen.
Das Konzil von Trient (1545 bis 1563) ließ im römischen Ritus nur noch vier Sequenzen zu:
- Victimae paschali laudes (Ostersequenz)
- Veni Sancte Spiritus (Pfingstsequenz)
- Lauda Sion Salvatorem (Fronleichnamssequenz, Gesang ad libitum)
- Dies irae (Totensequenz im Requiem, Gesang ad libitum)

Das Stabat mater (am Gedächtnis der Schmerzen Mariens, ad libitum) kam 1727 als fünfte Sequenz hinzu.
Ein Sequentiar war ein mittelalterliches liturgisches Buch, das die Sammlungen von Sequenzen enthielt. Sequentiare waren seit dem frühen Mittelalter eigenständige Bücher oder Faszikel des Missale.

## Liturgische Praxis
Nach der Grundordnung des Römischen Messbuchs (Nr. 64) wird die Sequenz heute zwischen der zweiten Lesung und dem Evangelium vor dem Halleluja gesungen. Sie ist an Ostersonntag (Victimae paschali laudes) und am Pfingstsonntag (Veni Sancte Spiritus) obligatorisch, die übrigen Sequenzen (Lauda Sion Salvatorem, Stabat mater) sind fakultative Bestandteile der heiligen Messe am jeweiligen Festtag.
Das Dies irae wird in der Liturgie des römischen Ritus nach dem neuen Messbuch aufgrund des Bildes eines zornigen Gottes („Tag des Zornes…“), das die Sequenz vermittelt, nicht mehr verwendet, ist jedoch beim großen Requiem zu Allerseelen zugelassen, damit der Schatz der Kirchenmusik gepflegt werden kann. Weiterhin gesungen wird sie, wenn ein Requiem nach der Liturgie von 1962 (sogenannte „Tridentinische Messe“) gefeiert wird, sowie (ad libitum) im Stundengebet des Allerseelentages und der letzten Woche im Jahreskreis.

## Sequenzendichter
- Notker I., auch Notker Balbulus oder Notker Poeta
- Ekkehard I. (St. Gallen)
- Ekkehard II. (St. Gallen)
- Wipo
- Gottschalk von Aachen
- Adam von St. Viktor
- Thomas von Celano
- Thomas von Aquin